# ワモンアザラシ
ワモンアザラシ（輪紋海豹、学名:Pusa hispida）は、食肉目アザラシ科ワモンアザラシ属に属する海棲ほ乳類。最も小型のアザラシ。別名フイリアザラシ（斑入海豹）。

## 分布
北半球の北部に広く分布する小型のアザラシ。生息地により6亜種に分けられる。うち2亜種は陸封型。日本では主に北海道北部、東部のオホーツク海側に分布する。
全個体数は600－700万頭。アザラシの中ではカニクイアザラシに次ぐ2番目に個体数が多い種である。オホーツク海に50万頭ほどが生息している。

## 形態
最も小さいアザラシで中でも日本近海の亜種のワモンアザラシは特に小さい。日本近海のワモンアザラシの体長はオス130センチメートル・メス120センチメートル。体重は50kg程度になる。他のアザラシに比べ、頭蓋骨は骨壁が薄く吻部が短く、眼窩間の幅が非常に狭い。
出生時は体長65センチ、体重4.5キロ程度。
ワモンアザラシは漢字で書くと「輪紋海豹」その名の通り、背中側は灰色の地に灰褐色から黒色の斑紋がある。斑紋は明灰色が縁取りされ、この点はゴマフアザラシの模様と異なる。腹側には模様は不明瞭で明灰色である。別名のフイリアザラシは「斑入り」からである。

## 生態
主要な生息域は安定した厚い氷のある沿岸域であるが、流氷域にも見られる。海氷や餌の季節変化とともにかなりの距離を移動する。寿命は30年以上に達するものが記録されている。ホッキョクダラなど魚類やタコ、甲殻類、貝類などを捕食する。
天敵はホッキョクグマ、ホッキョクギツネ、シャチ、セイウチなど。ホッキョクギツネによる幼獣の捕食率は58％と言われている。

### 成熟と繁殖
性成熟年齢はメスで4-6歳、オスで5－7歳。日本産の亜種は流氷上で出産する。繁殖は一夫一妻形式で純白の産毛に包まれた一子を産む。ゴマフアザラシやクラカケアザラシと同様に流氷上で出産するので、新生児は純白の産毛に包まれ産まれてくる。
飼育下でアゴヒゲアザラシと交雑し、出産に至ったものの死産だった記録がある。

## 保全状態評価
- LEAST CONCERN (IUCN Red List Ver. 3.1 (2001))

オホーツク海ではもっとも個体数の多いアザラシで20世紀のはじめの生息頭数は111万頭と推定されていた。その後、旧ソ連が積極的に捕獲した結果、減少した。1980年代初頭のオホーツク海の推定数は54万頭である。